# Сребрист помфрет
Сребристите помфрети (Pampus argenteus) са вид актиноптери от семейство Маслени риби (Stromateidae).
Таксонът е описан за пръв път от Бент Еуфрасен през 1788 година.